# Raine Karp
Raine Karp, född 23 juli 1939 i Tallinn i Estland, är en estländsk arkitekt. 
Karp utbildade sig till byggnadsingenjör på Tallinns polytekniska institut 1957–1959 och i arkitektur på Estlands konstakademi 1959–1964. Han arbetade på SDI Eesti Kommunaalprojekt 1960–1963, SDI Eesti Projekt 1963–1973 och 1978-1990, samt på SDI Eesti Tööstusprojekt 1975–1978. Han grundade en egen arkitektbyrå i Tallinn 1996.  
Karp har ritat många markant modernistiska byggnader, ofta monumentala, i Estland, byggda i betong och kalksten.

## Fotogalleri

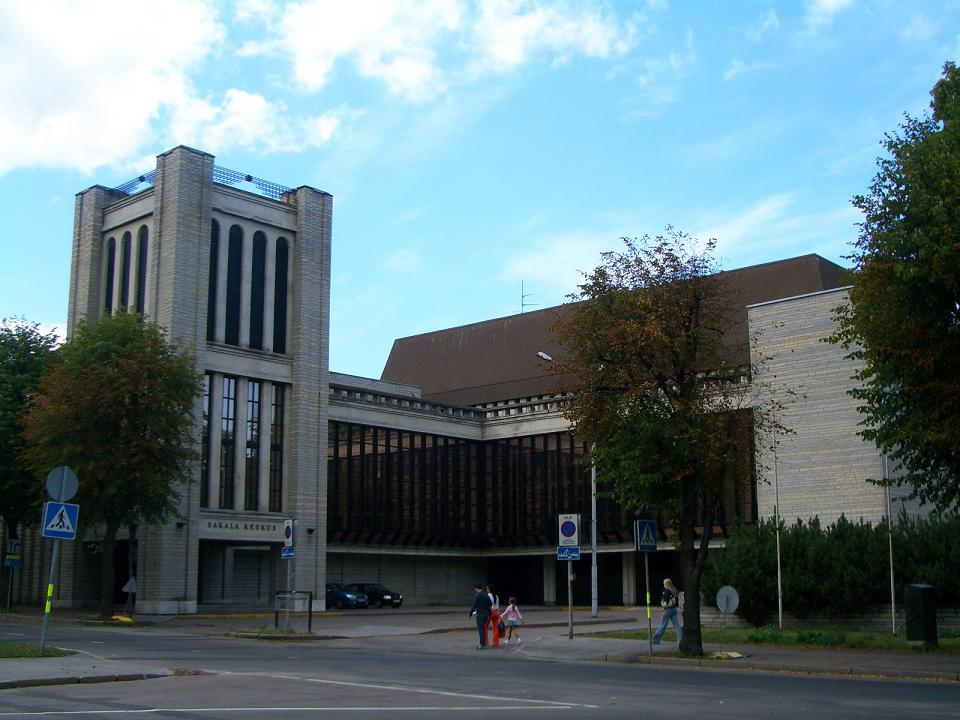
Sakala centrum, invigt 1985
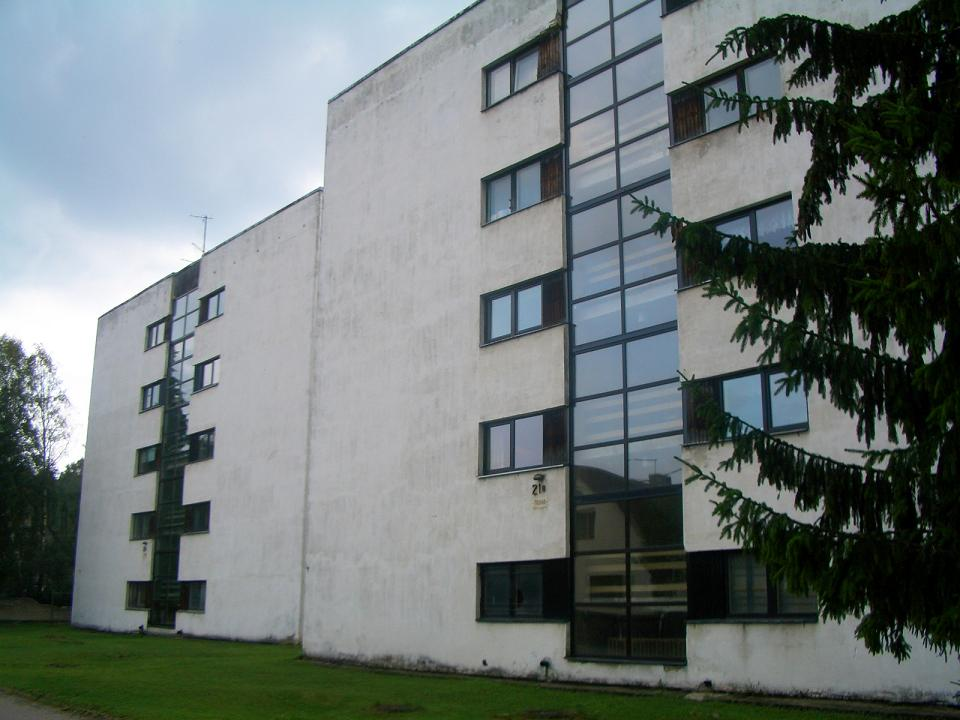
Bostadshus på Trummi 21, 1970–1971
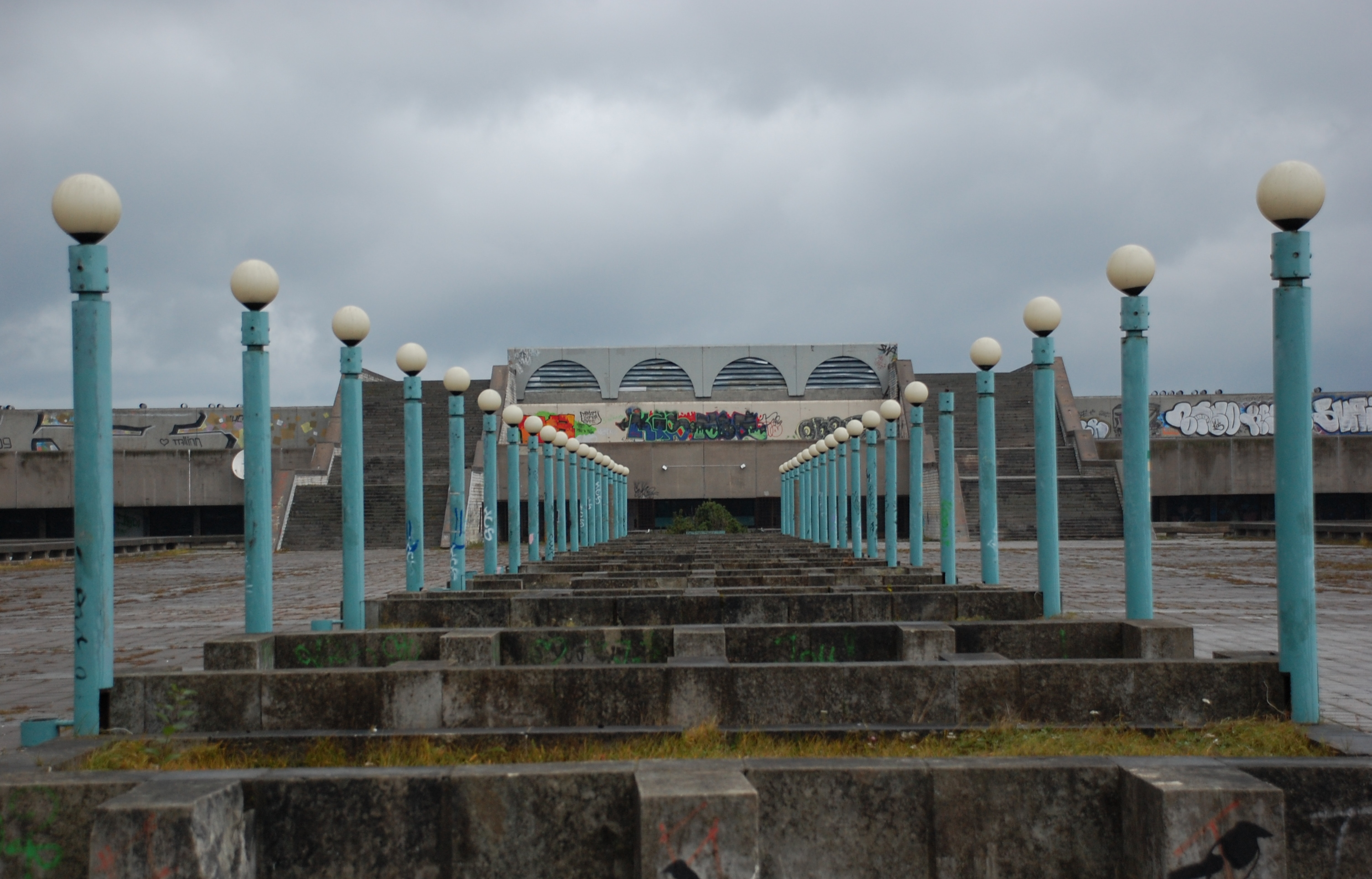
Linnahall, 1980–1981, tillsammans med Riina Altmäe
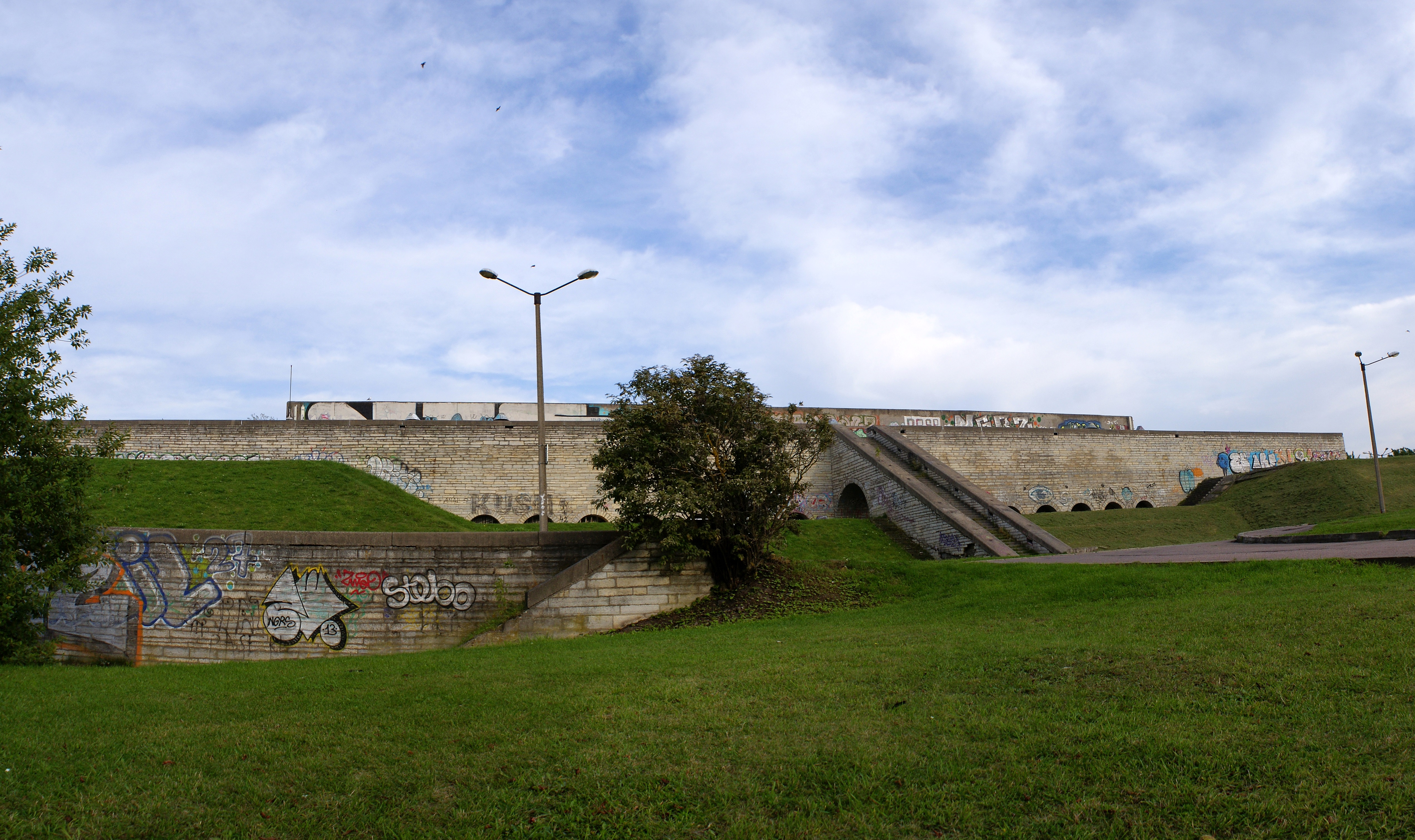
Linnahall
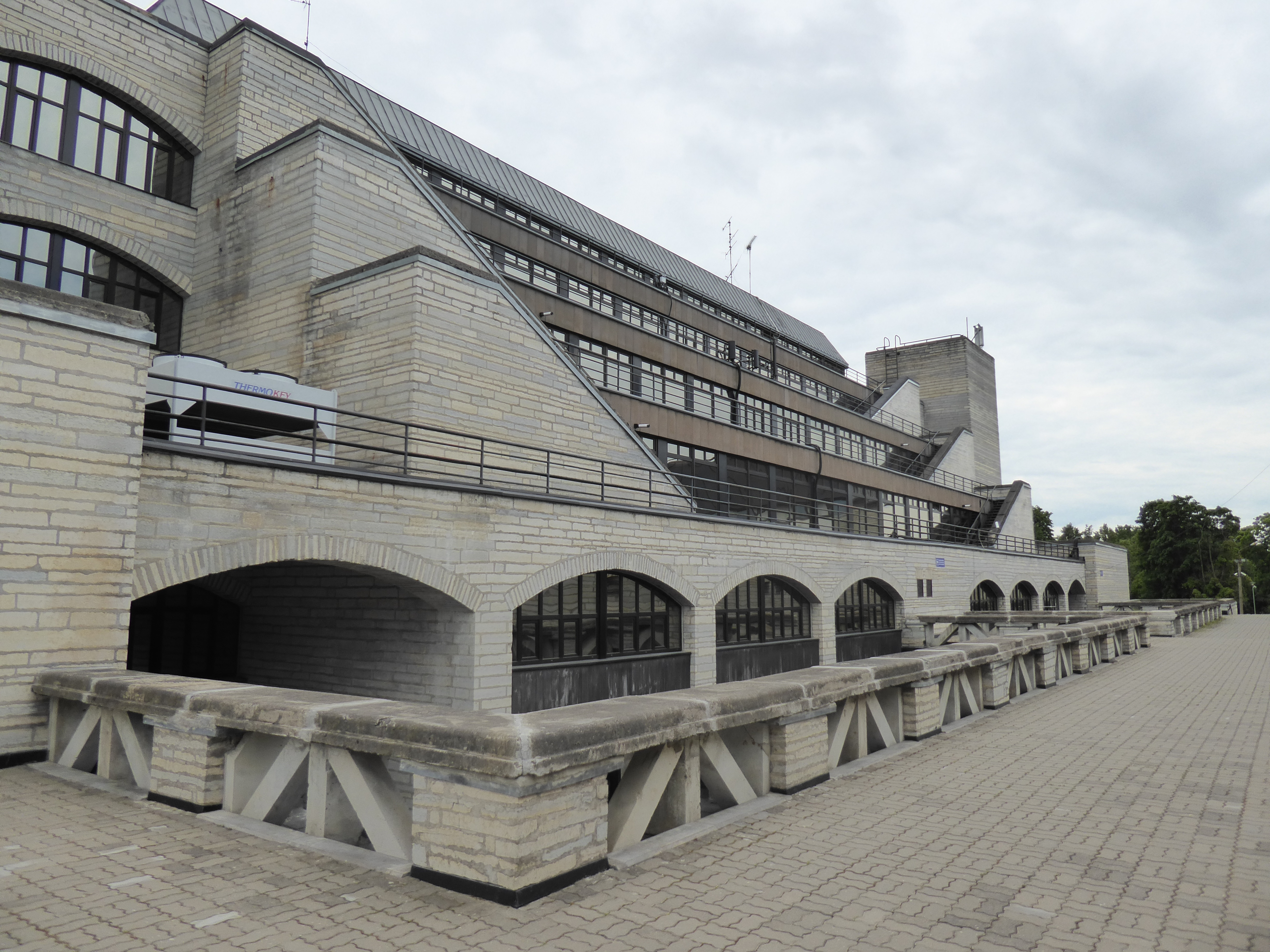
Estlands nationalbibliotek, 1993